# Dotter
Dotter, właśc. Johanna Maria Jansson (ur. 10 czerwca 1987 w Arvice) – szwedzka piosenkarka i autorka tekstów.

## Kariera muzyczna
W młodości przeprowadziła się do Sztokholmu, gdzie uczyła się w szkole muzycznej. Wybrała dla siebie przydomek Dotter, który oznacza Córka ponieważ uważa się za „córkę Matki Ziemi” z powodu swojego wegańskiego stylu życia. Wśród swoich inspiracji muzycznych wymienia między innymi: Jefferson Airplane, Joni Mitchell, Led Zeppelin, Björk i Kate Bush.
Jest współautorką piosenki „A Million Years” w wykonaniu Mariette, z którą ta zajęła czwarte miejsce w programie Melodifestivalen 2017. Rok później Dotter z utworem „Cry” zajęła szóste miejsce w półfinale Melodifestivalen 2018 i nie zdołała awansować do finału.
Jest współautorką utworu, który brał udział w Melodifestivalen 2019 „Victorious” w wykonaniu Liny Hedlund. Podczas koncertu Drugiej szansy wspólnie z Månsem Zelmerlöwem gościnnie zaprezentowała utwór „Walk with Me”.

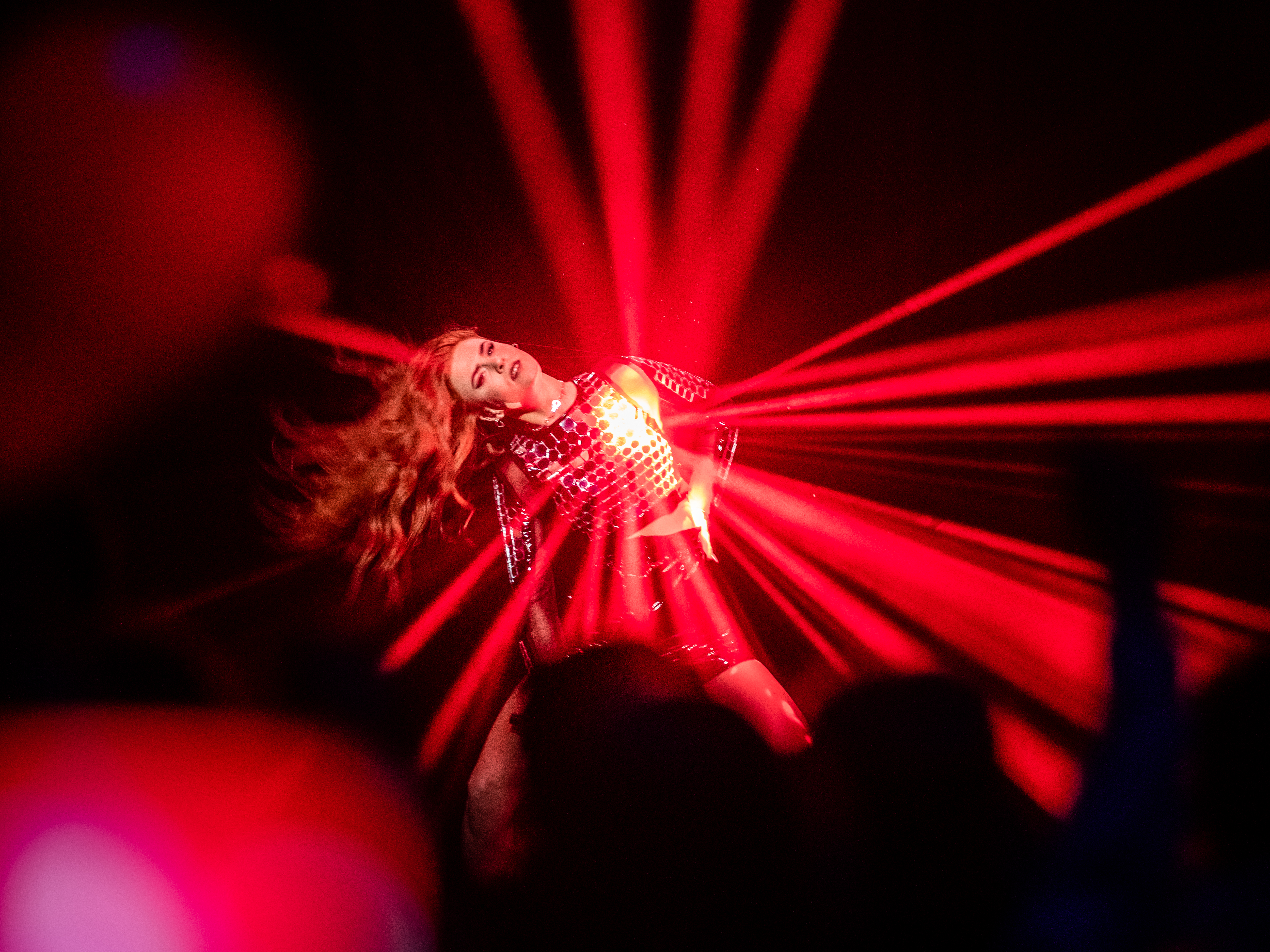
Dotter podczas Melodifestivalen 2020

Powróciła do Melodifestivalen 2020 z kompozycją „Bulletproof”, z którą wystąpiła w drugim półfinale i z drugiego miejsca awansowała do finału. Będąc jedną z głównych faworytek do wygrania, w finale zajęła drugie miejsce. Na początku grudnia 2020 została ogłoszona uczestniczką Melodifestivalen 2021 z piosenką „Little Tot”. 13 lutego 2021 roku wystąpiła w drugim półfinale preselekcji, z którego awansowała do finału, gdzie zajęła 4. miejsce z wynikiem 105 punktów (57 pkt od jurorów i 48 pkt od widzów). W 2024 roku wzięła udział w programie Melodifestivalen 2024, w którego finale zajęła ostatnie, 12. miejsce z utworem „It’s Not Easy to Write a Love Song”.

## Dyskografia
Single
| Rok                                                     | Tytuł                                | Najwyższa pozycja na liście | Album |
| Rok                                                     | Tytuł                                | SWE                         | Album |
| ------------------------------------------------------- | ------------------------------------ | --------------------------- | ----- |
| 2014                                                    | „My Flower”                          | –                           | –     |
| 2015                                                    | „Dive”                               | –                           | –     |
| 2016                                                    | „Creatures of the Sun”               | –                           | –     |
| 2017                                                    | „Evolution”                          | –                           | –     |
| 2017                                                    | „Rebellion”                          | –                           | –     |
| 2018                                                    | „Cry”                                | 59                          | –     |
| 2018                                                    | „Heatwave"                           | –                           | –     |
| 2019                                                    | „Walk with Me” (oraz Måns Zelmerlöw) | 51                          | –     |
| 2019                                                    | „I Do”                               | –                           | –     |
| 2020                                                    | „Bulletproof”                        | 2                           | –     |
| 2020                                                    | „Backfire”                           | –                           | –     |
| 2020                                                    | „Vintern jag var Sexton”             | 53                          | –     |
| 2020                                                    | „New Year”                           | –                           | –     |
| 2021                                                    | „Little Tot”                         | 6                           | –     |
| 2021                                                    | „Jealous”                            | –                           | –     |
| 2022                                                    | „Bon voyage”                         | –                           | –     |
| 2022                                                    | „Varför”                             | –                           | –     |
| 2022                                                    | „Only Good Die Young”                | –                           | –     |
| 2022                                                    | „Lättdistraherad”                    | –                           | –     |
| 2023                                                    | „No Room for Love”                   | –                           | –     |
| 2024                                                    | „It’s Not Easy to Write a Love Song” | 9                           | –     |
| 2024                                                    | „We’re in This Together”             | –                           | –     |
| „–” oznacza, że singel nie był notowany na danej liście |                                      |                             |       |

Z gościnnym udziałem
| Rok  | Tytuł                                                  | Album |
| ---- | ------------------------------------------------------ | ----- |
| 2021 | „(Just Can’t) Hate U” (Ryan Riback, gościnnie: Dotter) | –     |
| 2023 | „Disobey” (Kaaze, gościnnie: Dotter)                   | –     |